# 大部恵理子
大部 恵理子（おおぶ えりこ）は、日本の女性モデル、女優。ACALINO TOKYO所属。
ミス・ユニバース・ジャパン 2016にて審査員特別賞受賞。
また、インテリア総合スタイリングチームBALETTIで、インテリアスタイリストとしても活躍している。

## 人物
特技はバレエ、ピアノで、剣道は初段。

## 出演

### ドラマ
- 大河ドラマ（NHK）
  - 鎌倉殿の13人（2022年） - ゆう 役[2][3]
- 闇金ウシジマくん 外伝 闇金サイハラさん（2022年、MBS・TBS）- 藍子 役
- やわ男とカタ子（2023年、テレビ東京）
- おいハンサム!!2 第2話（2024年4月13日、東海テレビ・フジテレビ）- 七海 役[4]

### 配信ドラマ
- 全裸監督 シーズン２（2021年、Netflix）
- TOKYO VICE（2022年、HBO Max / WOWOW、マイケル・マン監督）

### CM
- 大王製紙 エリス コンパクトガード「コンパクトガールズ」（2020年）[5][6][7] - ツムギ 役
- 洋服の青山 「青山探偵事務所 ～第1話～ 赤いコートの女を追え！」篇（2020年）- 赤いコートの女 役
- 外貨ex byGMO「FX 旅の始まり」（2021年）
- 三菱UFJニコス 三菱UFJカード「さあ、日本のメインカードへ。」[8][9][10]（2021年）
- ザ・フォレストテラス熊本[11]（2021年）
- UNIQLO「21FW LifeとWear/Wジーンズ地下鉄」篇（2021年）
- 日産サクラ「#はじめてのSAKURA」（2022年）
- アサヒ ドライゼロ「ドライゼロチャンス #光に包まれる絶景ラン」篇（2023年）
- OWNDAYS CM 居酒屋篇（2023年）
- AI英会話 スピークバディ（2023年）

### 舞台
- 本多劇場グループ PRESENTS「演劇の街をつくった男」（2020年、徳尾浩司[12][13][14][15] 脚本・演出）- 川又ヒカリ 役
- CoRich舞台芸術！プロデュース【名作リメイク】「イノセント・ピープル〜原爆を作った男たちの65年〜」（2024年、畑澤聖悟脚本、日澤雄介演出）[16]- ルーシー・ローチ 役

### YouTube
- B.R.CHANNEL Fashion College - レギュラー[17]